# قتل جسی جیمز به‌دست رابرت فورد بزدل
قتل جسی جیمز به‌دست رابرت فورد بُزدل (به انگلیسی: The Assassination of Jesse James by the Coward Robert Ford) فیلمی در ژانر وسترن محصول سال ۲۰۰۷ است. این فیلم بر پایهٔ رمانی با همین نام نوشته ران هنسن (Ron Hansen) است که در سال ۱۹۸۳ نوشته شد. کارگردان این فیلم اندرو دامینیک است. برد پیت نقش جسی جیمز و کیسی افلک نقش رابرت فورد را بازی می‌کنند.

## موضوع
جسی جیمز، یاغی سنگدل و بی‌رحم و چهره‌ای افسانه‌ای و اسطوره‌ای آمریکا در سال ۱۸۸۲ کشته شد، اما پس از مرگش به صورت یک قهرمان محبوب درآمد و در ترانه‌ها، کتاب‌ها و بر پرده سینماها داستان‌های او بازگو شد.
این فیلم اعمال خشونت‌آمیز جسی جیمز، مشکلات روحی او و خوار بودن نیات کشندگان او را نشان می‌دهد.
داستان این فیلم از دید رابرت فورد، قاتل جسی جیمز بیان می‌شود.

## جوایز
- نامزد جایزه اسکار بهترین بازیگر نقش مکمل مرد (۲۰۰۸): کیسی افلک
- نامزد جایزه گلدن گلوب بهترین بازیگر نقش مکمل مرد فیلم درام (۲۰۰۸): کیسی افلک
- نامزد جایزه اسکار بهترین فیلم برداری (۲۰۰۸): راجر دیکینس
- برنده جایزه بهترین بازیگر نقش مکمل مرد حلقه منتقدان فیلم نیویورک (۲۰۰۷): کیسی افلک
- برنده جایزه ستلایت بهترین بازیگر نقش مکمل مرد (۲۰۰۷): کیسی افلک
- نامزد بهترین بازیگر نقش مکمل مرد انجمن بازیگران (۲۰۰۸): کیسی افلک
- برنده جایزه بهترین بازیگر مرد جشنواره فیلم ونیز (۲۰۰۷): برد پیت